# Old Gray
Old Gray — американський емо рок-гурт із Гукстеду та Оберна, Нью-Гемпшир, заснований 2011 року.

## Історія
Old Gray почали свою творчу діяльність 2011 року. Гурт було засновано Камероном Буше, Чарлі Сінґером, Зейном МакДеніелом і Рафаелем Бастеком. 2013 року Буше заснував панк-гурт Sorority Noise, до складу якого пізніше увійшов Сінґер. Через значне зростання популярності Sorority Noise, Old Gray часто доводилося проводити довгі періоди бездіяльності на окремі шоу. Відтоді вони випустили два повноформатних альбоми, три мініальбом, шість сплітів і два сингли. Їхній дебютний студійний альбом An Autobiography вийшов у 2013 році. Їхній другий повноформатний альбом, Slow Burn, вийшов 9 грудня 2016 року, на лейблі самого Буше, Flower Girl Records.
У квітні 2018 року гурт оголосив про свої останні концерти, але скасував їх через психічний стан Буше, після заяв третьої особи про сексуальне насильство з боку Буше. У грудні 2018 року усі заяви були спростовані, у спільній публікації як Буше, так і причетної особи, заявивши, що «на них чинили тиск, щоб зробити цю заяву» і що «все, що сталося, не було цілеспрямованим або зловмисним».

## Учасники
Остаточний склад
- Камерон Буше — гітара, вокал, бас-гітара, піаніно (2011–2018)
- Чарлі Сінґер — ударні (2011–2018)
- Адам Акерман — бас-гітара, вокал (2015–2018)

Колишні учасники
- Рафаель Бастек — гітара, вокал, бас-гітара, ударні (2011-2014)
- Зейн МакДеніел — бас-гітара (2011)

Шкала часу

## Дискографія

### Студійні альбоми
- An Autobiography (2013)
- Slow Burn (2016)[5]

### Міні-альбоми
- Demo (2011)
- Do I Dare Disturb The Universe (2011)[6]
- Everything I Let Go & The Things I Refuse To  (2012)[7]
- Dex (2015)

### Спліти
- Old Gray & The Hundred Acre Woods - An Acoustic Split Among Friends (2011)
- Old Gray / Girl Scouts (2011)
- 4-way V-Day split - The Hundred Acre Woods / Julia Brown / Modern Baseball / Old Gray (2013)
- Old Gray / Tiny Moving Parts / Have Mercy / Unraveler (2013)
- Dikembe / The Hotel Year / Modern Baseball / Old Gray / Empire! Empire! (I Was a Lonely Estate) / Pentimento (2013)
- Old Gray / Tiny Moving Parts (2014)[8]

### Сингли
- «"I Think I Might Love You" Is An Awfully Long Sentence» (2013)
- «The Artist» (2013)
- «Catharsis» (демо 2011) (2013)